# 徐洪猛
徐洪猛（1951年—），辽宁绥中人，原中国人民解放军海军中将。
毕业于海军指挥学院。2001年7月晋升为海军少将军衔。2006年，接替赵国均，担任东海舰队司令员。2009年，由杜景臣接任。2007年，授中国人民解放军中将军衔。2009年12月升任中国人民解放军海军副司令员。2008年起担任全国人大代表。2014年12月到龄退役。